# Lower Manhattan

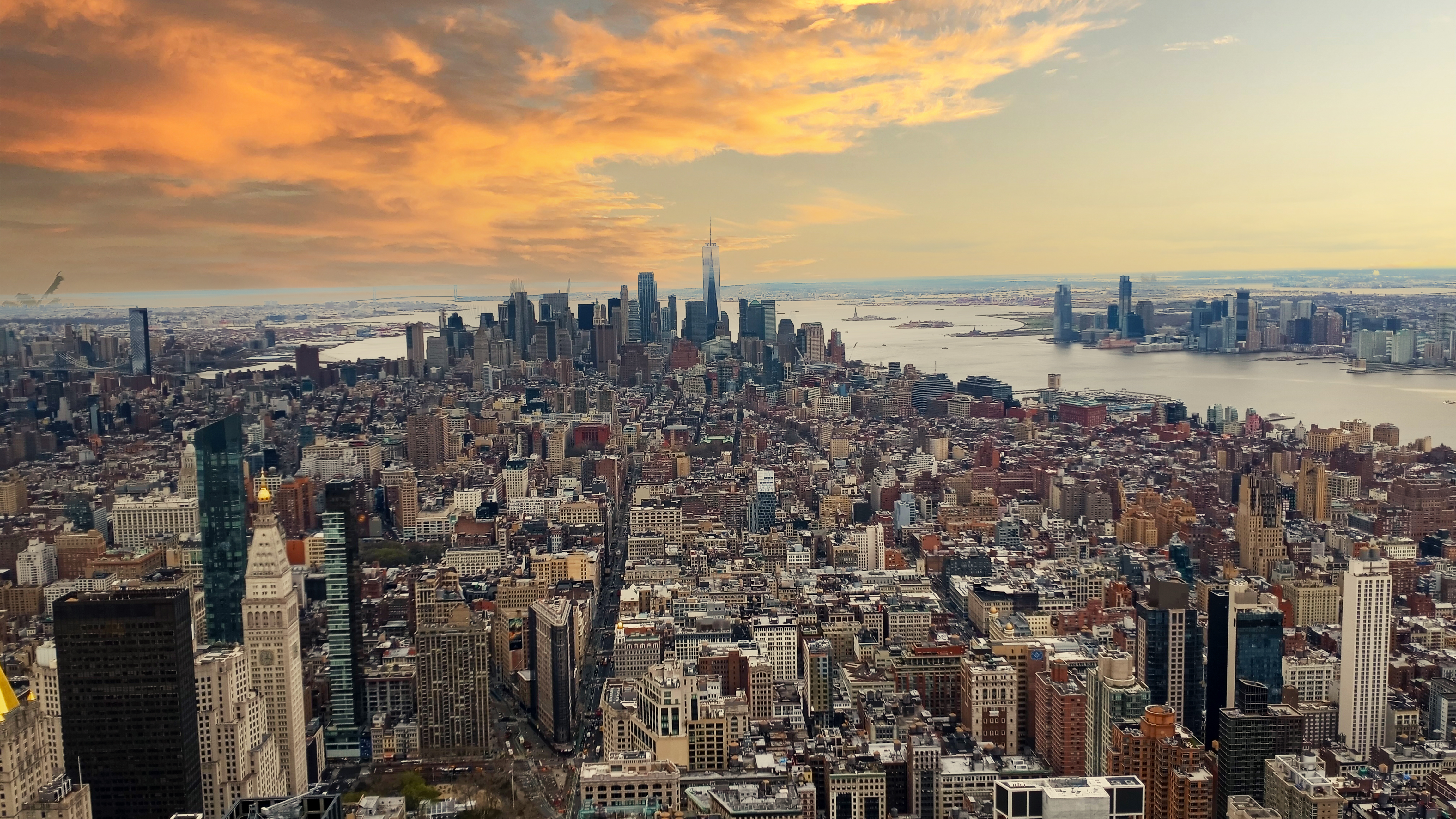
Skyline von Manhattan, April 2022

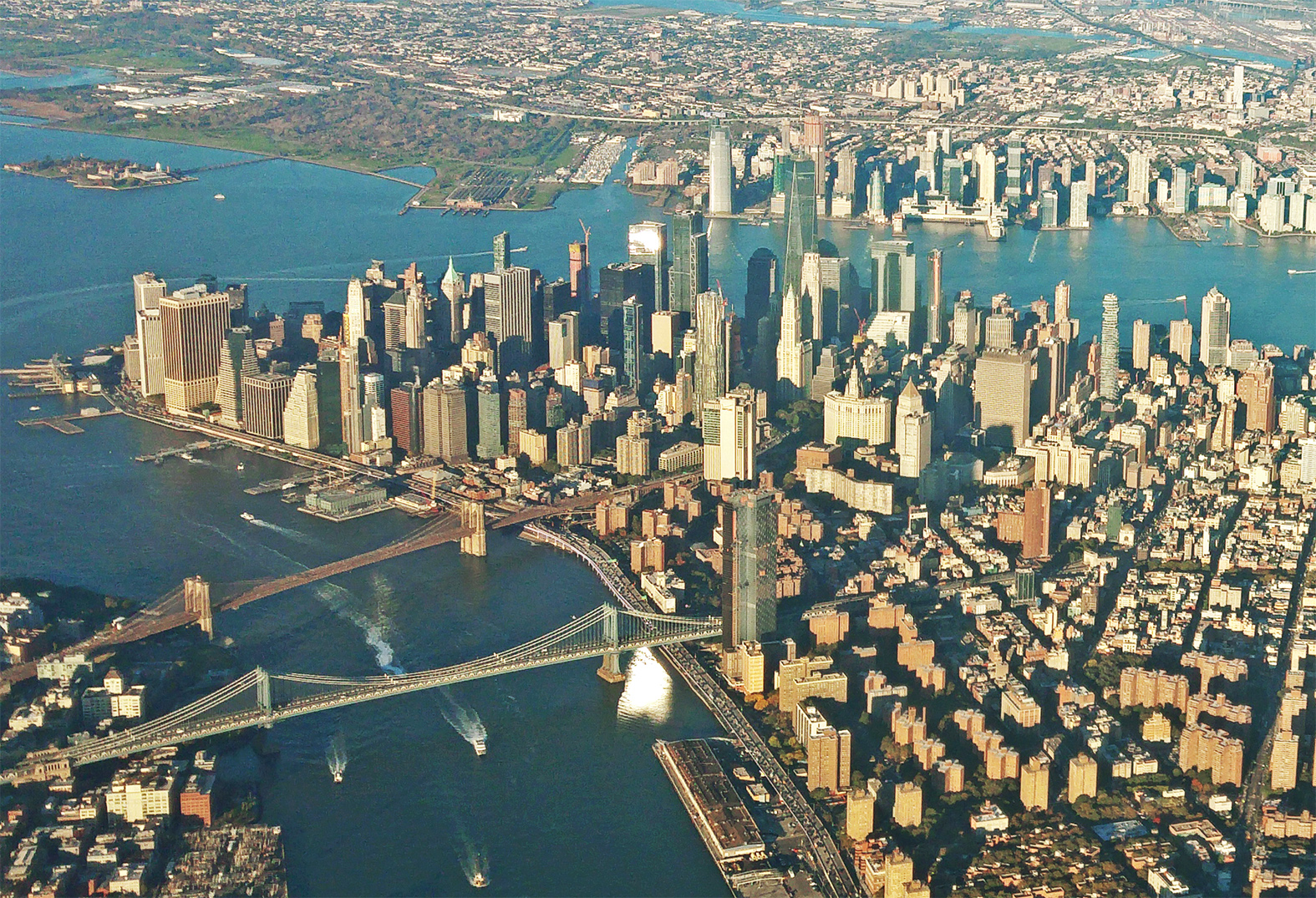
Luftaufnahme von Lower Manhattan, 2018

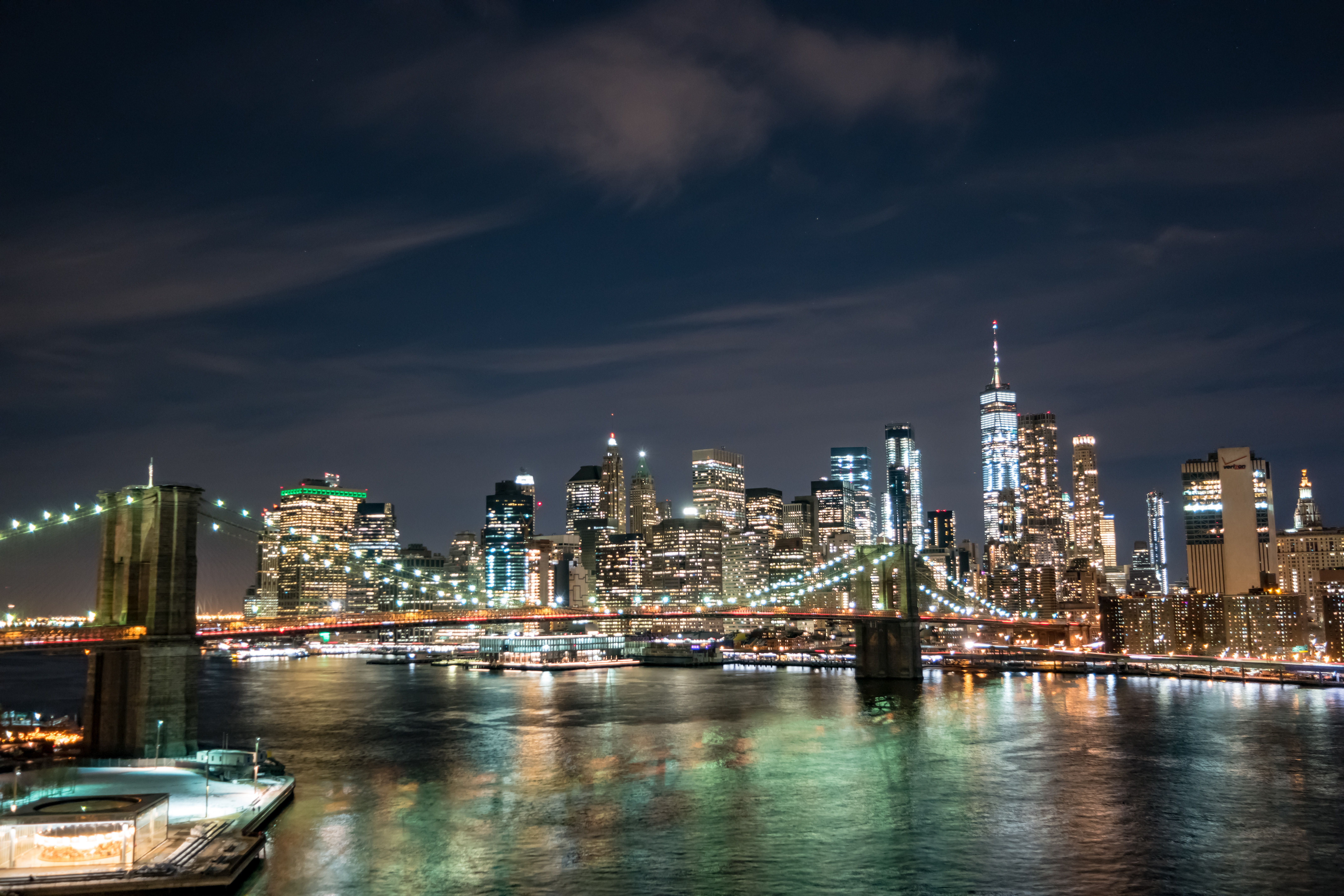
Lower Manhattan bei Nacht, 2018

Lower Manhattan, umgangssprachlich Downtown Manhattan oder einfach nur Downtown, ist der südlichste Teil der Insel Manhattan in der Metropole New York City, Vereinigte Staaten. Das in Lower Manhattan liegende Financial District ist das Zentrum der Finanzwelt von New York City.
Lower Manhattan wird im Westen vom Hudson River, im Osten und Süden vom East River und im Norden von der 14th Street begrenzt. Nördlich der 14th Street schließt sich Midtown Manhattan an. Bekannte Stadtteile von Lower Manhattan sind neben dem Financial District Greenwich Village mit West Village, SoHo, Chinatown, East Village und TriBeCa. Der Stadtteil ist insbesondere durch das World Trade Center bekannt. Das Geschäftszentrum liegt unterhalb der Chambers Street. An der Südspitze befinden sich mit dem Battery Park und dem South Street Seaport zwei historische Bereiche des Stadtteils. Der Lower Manhattan Business District ist nach Midtown Manhattan, Chicagos Loop und Washington, D.C. das viertgrößte Geschäftszentrum der Vereinigten Staaten.
Nach den Terroranschlägen vom 11. September 2001, bei denen die beiden Türme des früheren ersten World Trade Centers (1973–2001) einstürzten, verlor Lower Manhattan eine so große Geschäftsfläche wie zum Vergleich die ganze Stadt Cincinnati aufbringt. Seit seinem Richtfest im Mai 2013 ist das One World Trade Center als Teil des neuen World Trade Centers mit einer Höhe von 541 Metern nicht nur das höchste Bauwerk von Lower Manhattan, sondern auch der Vereinigten Staaten. Von 2001 war der 290 Meter hohe 70 Pine Street das höchste Gebäude in Lower Manhattan.
Von Lower Manhattan führen die drei Hängebrücken Brooklyn Bridge, Manhattan Bridge und Williamsburg Bridge in den benachbarten Stadtbezirk (Borough) Brooklyn. Unterirdischen Verbindungen bestehen mit dem Hugh L. Carey Tunnel nach Brooklyn und dem Holland Tunnel nach Jersey City in New Jersey.